# Betalingsstandsning
 Denne artikel omhandler overvejende eller alene danske forhold. Hjælp gerne med at gøre artiklen mere almen.
En betalingsstandsning var en anmeldelse til skifteretten om, at man havde standset sine betalinger, fordi man ikke kunne betale sine kreditorer. En betalingsstandsning havde til formål at give en et "pusterum" under kontrollerede forhold, mens skifteretten undersøgte mulighederne for at lave en samlet ordning med kreditorerne. Lykkedes det ikke at etablere en ordning, ville betalingsstandsningen kunne gå over i en konkurs eller en tvangsakkord.
I 2011 blev reglerne om betalingsstandsning og tvangsakkord ophævet og erstattet af nye bestemmelser om rekonstruktion.